# Végtelen (film, 2021)
A Végtelen (eredeti cím: Infinite) 2021-ben bemutatott amerikai sci-fi akciófilm, amelyet Antoine Fuqua rendezett. A forgatókönyvet Ian Shorr írta Todd Stein története alapján, amely D. Eric Maikranz 2009-es The Reincarnationist Papers című regényéből készült. A főbb szerepekben Mark Wahlberg, Chiwetel Ejiofor, Sophie Cookson, Jason Mantzoukas, Rupert Friend, Toby Jones és Dylan O’Brien látható.
A film digitális formátumban 2021. június 10-én jelent meg a Paramount+-on, miután a Covid19-pandémia miatt az eredeti, 2020 augusztusára tervezett mozibemutatót elhalasztották. A kritikusok összességében negatívan fogadták. Bírálták a színészi alakításokat és a forgatókönyvet, egyesek pedig kedvezőtlenül hasonlították össze más filmekkel, például a Mátrix-szal. A 42. Arany Málna-gálán három kategóriában kapott jelöléseket.

## Cselekmény
Egy férfi felfedezi, hogy hallucinációi valójában látomások az előző életéből.

## Szereplők
| Szerep                   | Színész                     | Magyar hang      |
| ------------------------ | --------------------------- | ---------------- |
| Evan McCauley            | Mark Wahlberg               | Stohl András     |
| Heinrich Treadway (2020) | Mark Wahlberg               | Stohl András     |
| Heinrich Treadway (1985) | Dylan O’Brien               | Szatory Dávid    |
| Bathurst (2020)          | Chiwetel Ejiofor            | Rába Roland      |
| Bathurst (1985)          | Rupert Friend               | N/A              |
| Nora Brightman           | Sophie Cookson              | Ágoston Katalin  |
| Artisan                  | Jason Mantzoukas            | Nagypál Gábor    |
| Bryan Porter             | Toby Jones                  | Gyabronka József |
| Kovic                    | Jóhannes Haukur Jóhannesson | Debreczeny Csaba |
| Shin ügynök              | Wallis Day                  | Bartsch Kata     |
| Garrick                  | Liz Carr                    | Vándor Éva       |
| Abel                     | Tom Hughes                  | Fehér Tibor      |

## A film készítése
A forgatás 2019 szeptemberében kezdődött. A jeleneteket Cardiff belvárosában, a Farnborough-i repülőtéren és egy fedett síközpontban, a The Snow Centre-ben vették fel (utóbbit egy hétre lezárták a látogatók elől). Forgatások a volt Rothschild-birtokon, a Buckinghamshire-i Mentmore Towersben, Londonban, Mexikóvárosban, Guanajuatóban, Nepálban, New Yorkban, Skóciában, Kambodzsában és az Alpokban is zajlottak.
A filmzenét Harry Gregson-Williams szerezte, aki Antoine Fuqua rendező korábbi filmjeiben is dolgozott. A Paramount Music & La-La Land Records adta ki a filmzenét.

## Díjak és jelölések
| Év   | Díj             | Kategória                                         | Jelölt(ek)                                                                                            | Eredmény | Forr.  |
| ---- | --------------- | ------------------------------------------------- | --- | -------- | ------ |
| 2022 | Arany Málna-díj | Arany Málna díj a legrosszabb filmnek             | Lorenzo di Bonaventura, Mark Huffam, Stephen Levinson, Mark Vahradian, Mark Wahlberg és John Zaozirny | Jelölve  | [ 12 ] |
| 2022 | Arany Málna-díj | Arany Málna díj a legrosszabb férfi főszereplőnek | Mark Wahlberg                                                                                         | Jelölve  | [ 12 ] |
| 2022 | Arany Málna-díj | Arany Málna díj a legrosszabb női főszereplőnek   | Sophie Cookson                                                                                        | Jelölve  | [ 12 ] |

## Fordítás
- Ez a szócikk részben vagy egészben  az   Infinite (film) című angol Wikipédia-szócikk fordításán alapul.  Az eredeti cikk szerkesztőit annak laptörténete sorolja fel. Ez a jelzés csupán a megfogalmazás eredetét és a szerzői jogokat jelzi, nem szolgál a cikkben szereplő információk forrásmegjelöléseként.